# Don Reno
Don Wesley Reno (21 de fevereiro de 1927 – 16 de outubro de 1984) foi um músico americano de bluegrass e música country mais conhecido como banjoísta em parceria com Red Smiley, e mais tarde com o guitarrista Bill Harrell. O estilo de tocar banjo "Don Reno" é um dos três mais populares entre os banjoístas de bluegrass.

## Biografia
Nascido em Spartanburg, Carolina do Sul, Don Reno cresceu em uma fazenda no Condado de Haywood, Carolina do Norte. Ele começou a tocar o Banjo de cinco cordas com a idade de 5 anos. Seu pai lhe deu um violão, quatro anos depois; e, em 1939, com 12 anos de idade, Reno entrou para o grupo Morris Brothers com performances em uma estação de rádio local. Ele o deixou um ano depois para se juntar a Arthur Smith, com o qual ele iria gravar anos depois "Feuding Banjos". Em 1943, ele recebeu uma oferta de Bill Monroe para se tornar um membro dos Bluegrass Boys, mas preferiu alistar-se no Exército dos Estados Unidos. Treinado como um soldado de cavalaria no Fort Riley,  Kansas, ele foi enviado para o Teatro do Pacífico para lutar em pé. Ele acabou servindo nos Merrill's Marauders e foi ferido em ação.
Influencciado pelo banjoísta de música old-time Snuffy Jenkins e outros, Reno desenvolveu o seu próprio estilo de três dedos de "uma única corda" que lhe permitiu tocar escalas e melodias de violino complicadas nota por nota.